# Línea 414 (Buenos Aires)
La línea 414 es una línea de colectivos de la Provincia de Buenos Aires. Une La Plata con la Estación Florencio Varela.
La línea fue operada anteriormente como parte del ramal 16 de la línea 129, cuando pertenecía a la desaparecida Río de La Plata. Siguió funcionando hasta 2002.
Desde febrero del 2011, se le había dado la concesión a la empresa santafesina El Recreo, pero no lo cumplió. En enero del 2012 el Gobierno de La Provincia de Buenos Aires, le dio la concesión del servicio a la empresa Nueve de Julio S.A.T.
Ante el abandono del servicio de la Línea 414, se presentó la firma "Empresa Nueve de Julio SAT", mostrando su voluntad de asumir la explotación de tales servicios.
Se restableció el corredor de esta línea a fin de satisfacer las necesidades de la gente que debía trasladarse a diario a la capital provincial, sea por razones de índole comercial, educativa, administrativas, de salud o laborales.

## Recorrido
- La Plata - Estación Florencio Varela: Desde lateral de Estación Terminal de Ómnibus de La Plata sito en calle 41 entre 3 y 4, siguiendo por calle 41, diagonal 74, Plaza Italia, avenida 44, avenida 13, distribuidor Pedro Benoit, Camino General Belgrano, Camino Centenario, Rotonda de Alpargatas, Ruta Provincial 36 hasta Parada El Ombú, Los Ángeles, Bogotá, Gowland (Av. Pte Perón), Vázquez (Av. Pte Perón), plazoleta de Av. Pte Perón en estación Florencio Varela.

- Regreso: Desde lateral de Estación Florencio Varela sito en Av. Pte. Perón entre Monteagudo y Alberdi, siguiendo por Pte. Perón, Avenida San Martín, Dr. Salvador Sallarés, Alberdi, Pte. Perón, Ruta Provincial 36, Rotonda de Alpargatas, Camino Centenario, Camino General Belgrano, Calle 511, Av. 19, Calle 514, Camino General Belgrano, distribuidor Pedro Benoit, Av. 13, Av. 44, Plaza Italia, Diag. 74 hasta calle 42 (Terminal de Ómnibus de La Plata).

## Anteriores dueños
- "Compañía de Transportes Río de La Plata S.A.". Por Disposición Nº 1791/90.  Motivo de fin de recorrido: abandono.
- "Inversiones Comerciales Parque U.T.E" (Viasur). Por Disposición N° 1986/05.  Continuó operando hasta que esta empresa fue reemplazada.
- "Transportes Automotor Plaza S.A.C.e.I". Por Disposición Nº 1230/03.  Motivo de fin de recorrido: abandono.

## Resolución
La resolución que autorizó a operar de nuevo este servicio es la N° 364 en La Plata del 2 de noviembre de 2011.
De los seis artículos que la conforman el tercero es el que hace mención a esto.
ARTÍCULO 3º. Autorizar en forma precaria y provisoria, en los términos establecidos en el artículo 31 de la Ley Orgánica del transporte de Pasajeros (Decreto – Ley N° 16378/57) y concordantes, a la firma "Empresa Nueve de Julio S.A.T" para hacerse cargo del recorrido autorizado a la Línea 414, Estación Ferrocarril Florencio Varela–La Plata, hasta tanto se resuelva su reimplantación con arreglo a la ley de fondo.

## Inauguración
Del acto de inauguración que se llevó a cabo en el Anfiteatro de Varela, ubicado entre las calles avenida Teniente Gral. Juan Domingo Perón y Almirante Brown participaron: el director de Transporte de La Plata, Gabriel Simiele, funcionarios municipales, concejales, integrantes de diferentes instituciones del distrito, en nombre Julio Pereyra (intendente de Florencio Varela) el secretario de Gobierno Municipal, Andrés Watson, el vicepresidente de la empresa Nueve de Julio, Roberto Larraz y vecinos.
Andrés Watson dijo que el nuevo servicio es una "acción más, que demuestra el crecimiento de un país, de una Provincia y un Municipio". "...Es un día muy importante porque se pone en marcha una nueva vía que comunica Varela con La Plata. Una prestación que, debido a los problemas económicos por los que atravesó el país, debió suspenderse. Por eso hoy es un día histórico, que demuestra cómo se va recuperando aquello que se perdió".
En relación con esto, Roberto Larraz, agradeció al intendente la oportunidad de cumplir con este servicio y dijo "Hoy tenemos el orgullo de haber sido elegidos por la Municipalidad de Florencio Varela y la Agencia Provincial del Transporte para unir nuevamente y en forma directa la ciudad de Florencio Varela con La Plata. Sabemos de la responsabilidad que nos cabe, pero vamos hacer todos los esfuerzos para cumplirla de la mejor de manera y estamos a disposición de los usuarios para todo lo que necesiten".

## Horarios del 414
| Lunes a viernes                            | Lunes a viernes                      | Lunes a viernes                      | Lunes a viernes                            | Sábados y domingos                         | Sábados y domingos                   | Sábados y domingos                   | Sábados y domingos                         |
| Sale de la terminal de ómnibus de La Plata | Llega a la estación Florencio Varela | Sale de la estación Florencio Varela | Llega a la terminal de ómnibus de La Plata | Sale de la terminal de ómnibus de La Plata | Llega a la estación Florencio Varela | Sale de la estación Florencio Varela | Llega a la terminal de ómnibus de La Plata |
| ------------------------------------------ | ------------------------------------ | ------------------------------------ | ------------------------------------------ | ------------------------------------------ | ------------------------------------ | ------------------------------------ | ------------------------------------------ |
| 4:10                                       | 5:35                                 | 5:30                                 | 6:45                                       | 4:10                                       | 5:20                                 | 5:30                                 | 6:45                                       |
| 5:10                                       | 6:20                                 | 6:30                                 | 7:45                                       | 5:10                                       | 6:20                                 | 6:40                                 | 7:55                                       |
| 6:10                                       | 7:25                                 | 7:30                                 | 8:45                                       | 7:00                                       | 8:15                                 | 8:20                                 | 9:35                                       |
| 7:10                                       | 8:25                                 | 8:30                                 | 9:45                                       | 8:20                                       | 9:35                                 | 9:40                                 | 10:55                                      |
| 8:10                                       | 9:25                                 | 9:30                                 | 10:45                                      | 9:50                                       | 11:05                                | 11:10                                | 12:25                                      |
| 9:10                                       | 10:25                                | 10:30                                | 11:45                                      | 11:20                                      | 12:35                                | 12:40                                | 13:55                                      |
| 10:10                                      | 11:25                                | 11:30                                | 12:45                                      | 12:50                                      | 14:05                                | 14:10                                | 15:25                                      |
| 11:10                                      | 12:25                                | 12:30                                | 13:45                                      | 14:20                                      | 15:35                                | 15:40                                | 16:55                                      |
| 12:10                                      | 13:25                                | 13:30                                | 14:45                                      | 15:50                                      | 17:05                                | 17:10                                | 18:25                                      |
| 13:10                                      | 14:25                                | 14:30                                | 15:45                                      | 17:20                                      | 18:35                                | 18:40                                | 19:55                                      |
| 14:10                                      | 15:25                                | 15:30                                | 16:45                                      | 18:50                                      | 20:05                                | 20:10                                | 21:25                                      |
| 15:10                                      | 16:25                                | 16:30                                | 17:45                                      | 20:20                                      | 21:35                                | 21:40                                | 22:55                                      |
| 16:10                                      | 17:25                                | 17:30                                | 18:45                                      | 21:50                                      | 23:05                                | 23:10                                | 00:20                                      |
| 17:10                                      | 18:25                                | 18:30                                | 19:45                                      |                                            |                                      |                                      |                                            |
| 18:25                                      | 19:25                                | 19:30                                | 20:45                                      |                                            |                                      |                                      |                                            |
| 19:10                                      | 20:25                                | 20:30                                | 21:45                                      |                                            |                                      |                                      |                                            |
| 20:10                                      | 21:25                                | 21:45                                | 22:55                                      |                                            |                                      |                                      |                                            |
| 21:40                                      | 22:50                                | 22:55                                | 00:05                                      |                                            |                                      |                                      |                                            |

## Paradas principales
A continuación, se muestra un listado de las paradas próximas a distintos sitios de interés, junto con las combinaciones con otras líneas de colectivo.
| Partido                                                                                | Parada                 | Comparte con líneas | Sitios de interés               |
| -------------------------------------------------------------------------------------- | ---------------------- | --- | ------------------------------- |
| La Plata                                                                               | 41 e/ 3 y 4            | N Norte 17 a Hernández S Sur 10 a Los Hornos 520 Ramal 18 a Ruta 11 y 615 | Terminal de Ómnibus de La Plata |
| La Plata                                                                               | 8 y 44                 | 129 Once / Retiro 195 Retiro 338 Ruta 4 / Ruta 4 x Centenario / Pasco | Plaza Italia                    |
| La Plata                                                                               | 13 y 44                | O Oeste 10, 11, 14, 15, 16, 17, 22, 23, 24, 81, 83, 84, 85 N Norte 13 a Hernández 129 Once / Retiro 195 Retiro 338 Ruta 4 / Ruta 4 x Centenario / Pasco 418 Berazategui 506 Los Hornos | Plaza Paso                      |
| La Plata                                                                               | 13 y 39                | O Oeste 16, 22, 23, 24 N 338 418 506 | Plaza Belgrano                  |
| La Plata                                                                               | 13 y 32                | O Oeste 16, 22, 23, 24 N 338 418 506 |                                 |
| La Plata                                                                               | Belgrano y 517         | 273 338 418 | Carrefour                       |
| La Plata                                                                               | Belgrano y 514         | N Norte 16 a Hernández 273 338 418 | Walmart                         |
| La Plata                                                                               | Belgrano y 508         | N Norte 16 a Hernández 273 338 418 | Hospital de Gonnet              |
| La Plata                                                                               | Belgrano y 501         | 273 Villa Elisa / City Bell / Gutiérrez / Gorina / Arturo Segui 338 Ruta 4 / Pasco | República de los Niños          |
| La Plata                                                                               | Belgrano y 467         | 273 Villa Elisa / City Bell / Gutiérrez / Gorina / Arturo Segui 338 Ruta 4 / Pasco | City Bell                       |
| [[Archivo:\|20x20px\|border\|Bandera de Partido de Berazategui]] Berazategui           | Belgrano y Centenario  | 129 195 338 Ruta 4 / Ruta 4 x Centenario / Pasco | Parque Pereyra Iraola           |
| [[Archivo:\|20x20px\|border\|Bandera de Partido de Florencio Varela]] Florencio Varela | RP36 y Autovía 2       | 129 Ramal 19 a Jumbo / Once 324 Ramales 5 y 6 a Varela / Don Bosco 338 Ruta 4 / Ruta 4 x Centenario / Pasco                                                                            | Rotonda de Alpargatas           |
| [[Archivo:\|20x20px\|border\|Bandera de Partido de Florencio Varela]] Florencio Varela | RP36 y Juana Azurduy   | 129 Ramal 19 a Jumbo / Once 324 Ramales 5 y 6 a Varela / Don Bosco 338 Ruta 4 / Ruta 4 x Centenario / Pasco                                                                            | Barrio La Rotonda               |
| [[Archivo:\|20x20px\|border\|Bandera de Partido de Florencio Varela]] Florencio Varela | RP36 y Luján           | 129 Ramal 19 a Jumbo / Once 324 Ramales 5 y 6 a Varela / Don Bosco 338 Ruta 4 / Ruta 4 x Centenario / Pasco                                                                            | Bosques                         |
| [[Archivo:\|20x20px\|border\|Bandera de Partido de Florencio Varela]] Florencio Varela | RP36 y Perón           | 324 Ramales 6 y 16 a Varela / Don Bosco | El Ombú                         |
| [[Archivo:\|20x20px\|border\|Bandera de Partido de Florencio Varela]] Florencio Varela | Av. Perón y Monteagudo | 129 Ramal 14 a Retiro | Estación Florencio Varela       |

## Logo de la empresa
Tres círculos anidados de distintos diámetro y grosor, de colores rojo, blanco y azul; en el centro de los mismos, el nombre de dicha empresa "Nueve de Julio".